# Edoughnura rara
Genre
Espèce
Edoughnura rara, unique représentant du genre Edoughnura, est une espèce de collemboles de la famille des Neanuridae.

## Distribution
Cette espèce est endémique d'Algérie. Elle se rencontre dans l'Edough.

## Publication originale
- Deharveng, Hamra-Kroua & Bedos, 2007 : Edoughnura rara n. gen., n.sp., an enigmatic genus of Neanurinae Collembola from the Edough Massif (Algeria). Zootaxa, no 1652, p. 55-61.